# Pavel Kavčič
Pavel Kavčič, slovenski učitelj in prirodoslovec, * 25. januar 1852, Godešič, † 27. september 1895, Senožeče.

## Življenjepis
Rodil se je očetu Lukežu in materi Neži (rojeni Jenko). Kavčič se je šolal na nižji gimnaziji v Kranju (1864–1868), po končanem 5. razredu gimnnazije v Ljubljani je prestopil na učiteljišče in ga 1873 dokončal. Služboval je pol leta na Puščavi na Štajerskem, nato v Mengšu in Postojni, od 1880 do smrti pa v Senožečah. V prvih letih učiteljevanja se je mnogo bavil s prirodoslovjem, kmetijstvom, zlasti z vrtnarstvom, sestavljal herbarije in zbirke žuželk, proučil Notranjsko v botaničnem in entomološkem smislu, ter objavil v knjigi Postojnsko okrajno glavarstvo (Postojna, 1889) poročilo o entomologiji in flori postojnskega okraja.